# Sainte Cécile (Stefano Maderno)
Sainte Cécile (aussi appelée Le Martyre de sainte Cécile) est une sculpture baroque de Stefano Maderno et commandée par le cardinal Paolo Emilio Sfrondrato dans l'église Santa Cecilia in Trastevere, à Rome.

## Histoire
En 1599, le cardinal Paolo Emilio Sfrondrato commence la rénovation de l'église Sainte-Cécile-du-Trastevere, à Rome. Lors des travaux, le corps de sainte Cécile est retrouvé inchangé sous la basilique. En 1600, le cardinal engage Stefano Maderno pour réaliser la sculpture la représentant pour l'autel.
L'inspiration de Maderno pour sa statue est le corps de sainte Cécile lui-même. Il l'aurait donc modelé tel qu'il a été trouvé.

## Description

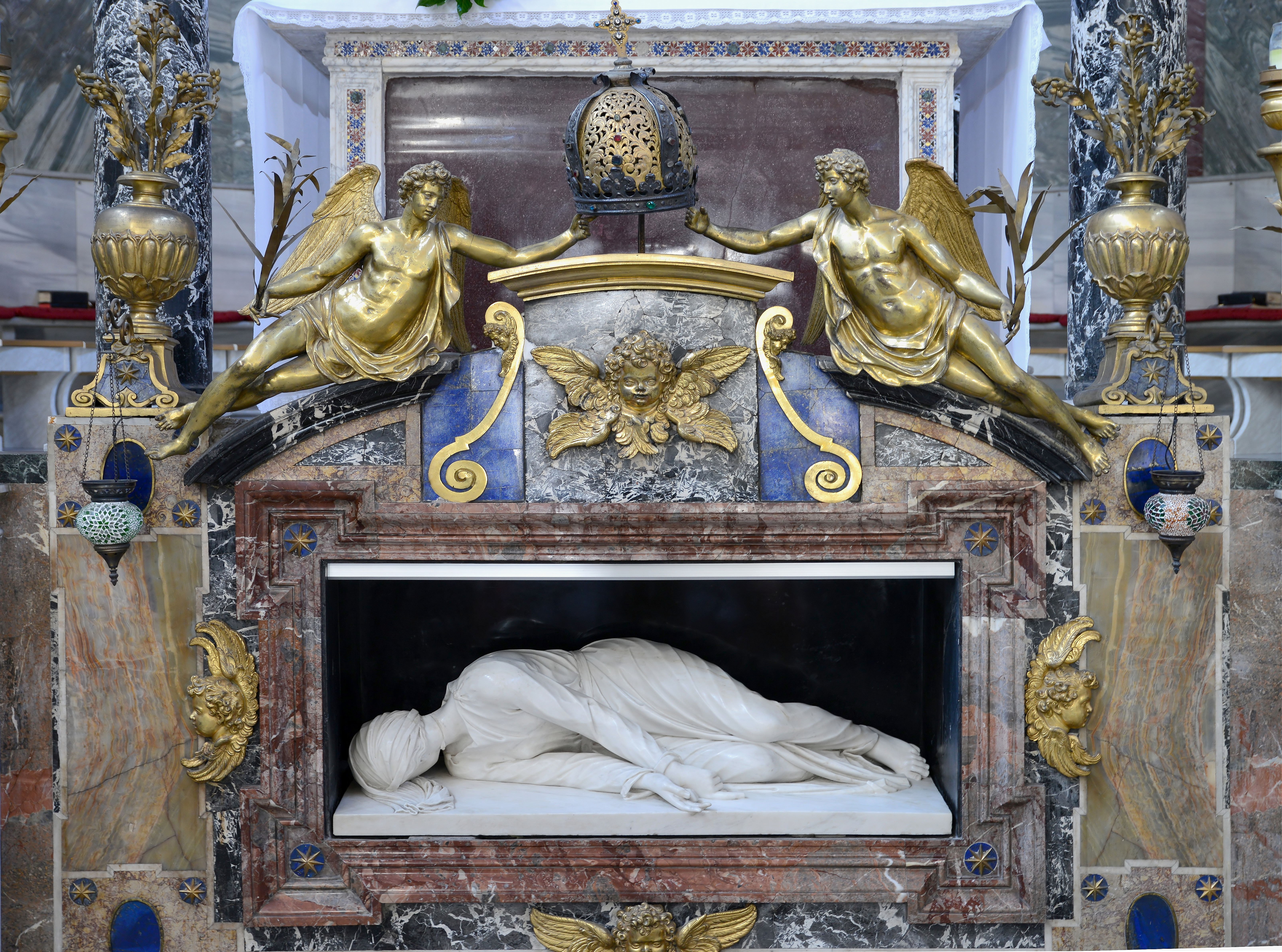
Le tombeau

La statue de sainte Cécile se trouve allongée sur le côté droit, dans une robe simple rentrée entre ses genoux. Les contours de son corps sont visibles à travers un tissu léger. Les plis de sa robe créent des taches de lumière et d'ombre, caractéristiques du style baroque. Ses mains sont placées devant ses jambes, comme si ses bras étaient liés devant. Son index droit dépasse le socle en marbre. Sainte Cécile a le visage détourné des spectateurs et vers le sol. Sa position met en évidence les coupures visibles sur la nuque qui ont été faites par le bourreau et que Maderno reproduit. Même après que le bourreau lui ait frappé le cou à trois reprises, sainte Cécile était toujours en vie. Un quatrième coup étant interdit, elle agonise pendant trois jours en se vidant de son sang.
Saint Cécile avait été enterrée sous l'autel de l'église en 821 jusqu'à ce qu'elle soit redécouverte en 1599 lors des rénovations. Une fois les rénovations terminées, elle est à nouveau placée sous l'autel avec son nouveau couvercle de tombe réalisé par Maderno.
On a cru pendant longtemps que la statue était une reconstitution complète du corps retrouvé en 1599. Cette interprétation est cependant contestée. L'historien de l'art Steven Ostrow affirme que la composition de la sculpture est entièrement l'invention de Maderno. La pose traduit la tragédie de son martyre tout en orientant la prière et la contemplation grâce à la possibilité pour le spectateur d'interagir directement avec elle. Maderno veut susciter l'émotion qui caractérisera plus tard l'art du Bernin et du Caravage. Il conçoit la statue comme si le supplice venait d'être commis.

## Sources
- Robert Neuman, Art et Architecture baroque et rococo, Rivière Upper Saddle, Pearson, 2013.
- Anne Sutherland Harris, Art et Architecture du XVIIe siècle, Londres, Laurence King Publishing, 2008.